# Bell XH-15
Bell XH-15 (označením výrobce Bell Model 54) byl americký čtyřmístný vrtulník navržený a postavený společností Bell Helicopter, podle požadavků americké armády a letectva na spojovací a víceúčelový vrtulník.

## Vývoj
Model 54 byl vrtulník konvenčního uspořádání s vyrovnávacím rotorem na konci trubkového nosníku, pevným kolovým podvozkem příďového typu, vybavený jedním motorem Continental XO-470-5 o výkonu 275 hp (205 kW) umístěným v zadní části kabiny a pohánějícím dvoulistý rotor. United States Army Air Forces (USAAF) objednaly v únoru 1946 tři exempláře označené XR-15. Typ poprvé vzlétl v březnu 1948 pod novým označením XH-15, ale po zkouškách provedených United States Army Air Force (USAF) nenásledovalo udělení objednávky a v roce 1950 byl program ukončen. 

## Varianty
XR-15
Původní vojenské označení 3 kusů modelu 54 objednaných k testování.
XH-15
Pozdější přeznačení XR-15 před dodáním.

## Uživatelé
- Spojené státy americké
  - Letectvo Spojených států amerických

## Specifikace
Údaje podle Bell Aircraft since 1935

### Technické údaje
- Osádka: 1 (pilot)
- Kapacita: 3 cestující
- Délka:
  - Délka trupu: 8,94 m (29 stop a 4 palce)
  - Celková délka: 13,43 m (44 stop a 9 palců)
- Průměr nosného rotoru: 11,38 m (37 stop a 4 palce)
- Výška: 2,68 m (8 stop a 101/2 palce)
- Maximální vzletová hmotnost:1 268 kg (2 800 liber)
- Pohonná jednotka:  1 × vzduchem chlazený šestiválcový boxer Continental XO-470-5
- Výkon pohonné jednotky: 205 kW (275 hp)

### Výkony
- Maximální rychlost: 170 km/h (91 uzlů, 105 mph)
- Dolet: 320 km (174 nm, 200 mil)
- Dostup: 6 100 m (20 000 stop)